# Gianna Michaels
Gianna Michaels (* 6. června 1983, Seattle, USA), též přezdívaná Becky je americká pornoherečka.

## Kariéra
Její první práce byla v Seattlu, v restaurantu pro rychlé občerstvení zvaném Dick's. Roku 2001 se přestěhovala do Kalifornie a začala pracovat jako recepční. Po čase byla přizvána na focení jako modelka. Protože však nemá ráda pózování, chtěla tuto práci ukončit. Modeling ji však přivedl k focení nahoty a následně k pornu. Natočila několik filmů pod přezdívkou Becky a Gianna Rossi.
V současnosti její filmografie přesahuje 250 filmů, za které získala řadu ocenění.

### Ocenění
- 2007 AVN Award – Best Group Sex Scene - Nejlepší scéna skupinového sexu
- 2007 FICEB Ninfa winner – Most Original Sex Sequence - Nejoriginálnější sexuální sekvence
- 2007 XRCO Award - Best On-Screen Chemistry
- 2008 AVN Award winner – Unsung Starlet of the Year
- 2008 AVN Award winner – Best Sex Scene in a Foreign
- 2008 AVN Award winner – Best All-Sex Release
- 2009 AVN Award nominee – Best Tease Performance[3]
- 2009 AVN Award nominee – Best Oral Sex Scene – Nejlepší scéna orálního sexu[3]
- 2009 AVN Award nominee – Best Couples Sex Scene – Nejlepší párová sexuální scéna [3]